# Translatina
Translatina es una película documental dirigida por el peruano Felipe Degregori y estrenada en 2010.

## Sinopsis
Translatina es una exposición de la dura realidad que enfrentan las mujeres transgénero en América Latina. Mediante testimonios de representantes de la sociedad civil, autoridades de salud y justicia, el documental muestra de una manera realista los retos que enfrentan las mujeres transgénero (o travestis, transexuales y otras) para obtener acceso servicios como educación, trabajo, justicia y salud.
El documental fue auspiciado por la Organización Panamericana de la Salud (OPS), el Programa Conjunto de las Naciones Unidas sobre el VIH/SIDA (ONUSIDA) y el Programa de las Naciones Unidas para el Desarrollo (PNUD) y contó con el apoyo de la Red Latinoamericana y del Caribe de Personas Trans (REDLACTRANS) y de la Regional Latinoamericana y Caribeña de la International Lesbian & Gay Association (ILGA-LAC).